# Porcine zona pellucida
Il Porcine zona pellucida (PZP) è una forma di zona pellucida estratta dalle ovaie dei maiali.
La zona pellucida è una spessa membrana che circonda le cellule uovo non fecondate dei mammiferi. Perché una cellula uovo sia fecondata, lo spermatozoo deve prima aderire alla zona pellucida e poi penetrarla. Quando la zona pellucida (porcina) viene iniettata in altri mammiferi, sono prodotti anticorpi che aderiscono alla zona pellucida, impedendo agli spermatozoi di aderire alla cellula uovo, e quindi prevenendo la fertilizzazione. Il processo di immunosterilizzazione è considerato promettente come metodo di controllo umano ed economico delle popolazioni selvatiche.
L'effetto è temporaneo e reversibile, e ha una durata di circa un anno. Il PZP viene somministrato in genere per via iniettiva, anche con dardi medicati, che consentono di evitare la cattura dell'animale.
Il PZP è stato usato nel controllo della fertilità di popolazioni selvatiche a partire dalla fine degli anni '80. Gli animali in cui è stato usato in questo contesto comprendono gli elefanti, i cavalli inselvatichiti, e gli ungulati.